# Patrick Cubaynes
Patrick Cubaynes, född den 6 maj 1960 i Avignon, Frankrike, är en fransk fotbollsspelare som tog OS-guld i fotbollsturneringen vid de olympiska sommarspelen 1984 i Los Angeles.